# Luis Federico Leloir
Luis Federico Leloir (Paris, 6 de setembro de 1906 — Buenos Aires, 2 de dezembro de 1987) foi um médico e bioquímico argentino, nascido na França.
Recebeu o Nobel de Química de 1970, Sua investigação mais relevante, que justificou a distinção que lhe outorgou fama internacional, centrou-se nos nucleotídeos do açúcar, e o papel que cumprem na síntese dos carboidratos. Devido à sua descoberta foi possível entender, finalmente, os pormenores que caracterizam a doença congênita galactosemia.

## Biografia

### Infância e adolescência
Seus pais viajaram de Buenos Aires até Paris em meados de 1906 devido à enfermidade em que se achava Federico Leloir, o pai, necessitando de ser operado em um hospital francês. Em 6 de setembro, uma semana depois da morte deste, nasceu seu filho póstumo Luis Federico Leloir em uma velha casa na Rua Victor Hugo, 81, na capital francesa. De volta ao seu país de origem, em 1908, Leloir viveu com os seus 8 irmãos em uma terra nos pampas que seus antepassados haviam comprado depois de sua imigração da Espanha — tratava-se de 40 mil hectares denominados "El Tuyú", que compreendiam a costa marítima desde San Clemente del Tuyú até Mar de Ajó. Com apenas quatro anos, Leloir aprendeu a ler sozinho, auxiliado pelos jornais que seus familiares compravam, para permanecerem informados sobre os temas agropecuários. Durante seus primeiros anos de vida que se dedicava a observar todos os fenômenos naturais com particular interesse, preferindo leituras cujos temas se relacionavam com ciências naturais e biológicas. Seus estudos iniciais se dividiram entre a Escola Geral San Martín, onde cursou o primeiro ano, o Colégio Lacordaire, o Colégio do Salvador e o Colégio Beaumont (este último na Inglaterra). Suas notas não se destacavam, nem por boas, nem por más, e sua primeira incursão universitária terminou rapidamente quando abandonou os estudos de arquitetura que havia começado no Instituto Politécnico de Paris.

### Carreira profissional

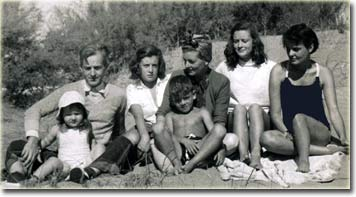
Retrato familiar na costa argentina, 1951.

Novamente em Buenos Aires, ingressou na Faculdade de Medicina da Universidade de Buenos Aires (UBA) para doutorar-se. No começo foi difícil, tanto que teve de repetir o exame de anatomia quatro vezes, mas em 1932 conseguiu diplomar-se e iniciou sua atividade como residente no Hospital das Clínicas e como médico interno do Hospital Ramos Mejía. Alguns conflitos internos e complicações quanto à forma como lidava  com os pacientes foram os motivos que levaram Leloir a dedicar-se à investigação laboratorial. Em 1933, conheceu Bernardo A. Houssay, que monitorou sua tese de doutorado sobre as glândulas supra-renais e o metabolismo dos carboidratos. O encontro foi casual, já que Luis Leloir vivia só a meia quadra de sua prima, a famosa escritora e editora Victoria Ocampo, que era cunhada do gastroenterologista Carlos Bonorino Udaondo, outro exímio doutor, amigo de Houssay. Depois da recomendação de Udaondo, Leloir começou a trabalhar com o primeiro cientista argentino a receber o Prêmio Nobel no Instituto de Fisiologia da Universidade de Buenos Aires.
Sua tese foi terminada em somente dois anos, recebendo o prêmio da faculdade como o melhor trabalho doutoral; com o seu mestre, descobriu que sua formação em ciências como a física, matemática, química e biologia era escassa, por isso começou a assistir aulas destas especialidades na universidade como aluno ouvinte. Em 1936 viajou até Inglaterra onde iniciou estudos avançados na Universidade de Cambridge, sob supervisão do também Prêmio Nobel, Frederick Gowland Hopkins, a quem tinha sido dada esta distinção em 1929 por seus estudos em fisiologia e medicina depois de descobrir que certas substâncias, hoje conhecidas como vitaminas, eram fundamentais para a correta regulação do funcionamento do organismo. Seus estudos no Laboratório Químico de Cambridge centraram-se na enzimologia, mais especificamente na reação do cianureto e do pirofosfato sobre a enzima succínico desidrogenase. A partir desse momento, Leloir se especializou no metabolismo dos carboidratos.
Em 1943 teve que deixar o país, quando Houssay foi expulso da faculdade de medicina por assinar uma carta pública em oposição ao regime nazista alemão e por apoiar o governo militar comandado por Pedro Pablo Ramírez, que contava também com o apoio de Juan Domingo Perón. Seu destino foi os Estados Unidos, onde ocupou o cargo de pesquisador associado no Departamento de Farmacologia da Universidade de Washington, cargo antes ocupado por Gerty Cori, com quem Houssay compartilhou o Nobel em 1947. Também pesquisou com o professor D. E. Green no Enzime Research Laboratory do College of Physicians and Surgeons de Nova Iorque. Antes de ir para o exílio, casou-se com Amelia Zuberbüller, com quem teve uma filha a que ficou com o mesmo nome da mãe.
Em 1945, voltou ao país para trabalhar no instituto dirigido por Bernardo Houssay, que daria origem ao Instituto de Investigações Bioquímicas da Fundação Campomar, que Leloir dirigiria por 40 anos desde sua criação, em 1947, pelas mãos do empresário e mecenas Jaime Campomar.
Durante os últimos anos da década de 1940, Leloir realizou, com êxito, experimentos que revelaram quais as vias da síntese química de açúcares nas leveduras com equipamentos de baixo custo, devido à carência de recursos econômicos. Antes de suas pesquisas, pensava-se que, para estudar uma célula, não se podia separá-la do organismo de que fazia parte. O seu trabalho demonstrou que essa teoria pasteuriana era falsa.
No ano de 1947, formou um grupo de trabalho com Rawell Caputo, Enrico Cabib, Raúl Trucco, Alejandro Paladini, Carlos Cardini e José Luis Reissig, com quem pesquisou e descobriu por que razão é que o mau funcionamento dos rins e a angiotensina podem causar hipertensão. Nesse mesmo ano, seu companheiro de laboratório, Rawell Caputo, lhe apresentou um problema que tinha em suas pesquisas biológicas da glândula mamária. Então, a sua equipe, a que se havia incorporado o bolsista Alejandro Paladini, conseguiu, em uma cromatografia, isolar a substância nucleótido-açúcar chamada uridina difosfato glicose (UDP-glicose), o que ajudou a entender o processo de armazenamento dos carboidratos e sua transformação em energia de reserva.

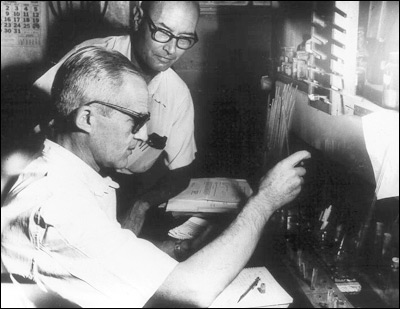
Luis Leloir e Carlos Eugenio Cardini no Instituto Campomar em 1960.

No princípio de 1948, a equipe de Leloir identificou os nucleotídeos do açúcar, fundamentais no metabolismo dos hidratos de carbono, transformando o Instituto em um centro de pesquisa mundialmente reconhecido. Imediatamente depois, Leloir recebeu o Prêmio da Sociedade Científica Argentina, um dos muitos que tanto recebeu em seu próprio país como no estrangeiro.
No fim de 1957, Leloir foi convidado pela Fundação Rockefeller e pelo Massachusetts General Hospital a se mudar para os Estados Unidos. Como seu mestre Houssay, preferiu continuar trabalhando em seu país. Reconhecida sua importância, o Instituto Nacional de Saúde dos Estados Unidos (NIH) e a Fundação Rockefeller decidiram subsidiar a pesquisa comandada por Leloir.
No ano seguinte, assinou um acordo com o Decano da Faculdade de Ciências Exatas e Naturais da Universidade de Buenos Aires, Rolando García, pelo qual se criava o «Instituto de Pesquisas Bioquímicas da Faculdade de Ciências Exatas e Naturais», nomeando como professores titulares Leloir, Carlos Eugenio Cardini e Enrico Cabib. Isso contribuiu para que jovens universitários argentinos se sentissem atraídos pela investigação científica, o que teve repercussão no crescimento da instituição. O centro recebeu ainda pesquisadores e bolsistas procedentes dos Estados Unidos, Japão, Inglaterra, França, Espanha e outros países da América Latina.
Para este efeito Leloir estava desenvolveu o seu trabalho laboratorial ao mesmo tempo que exercia a docência, como professor externo, na Faculdade de Ciências Exactas e Naturais, tarefa que apenas interrompeu para completar seus estudos em Cambridge e no Enzime Research Laboratory dos EUA.
O seu interesse pela pesquisa científica ajudou em muito a superar as dificuldades econômicas enfrentadas pelo Instituto. Com material muito pouco sofisticado, Leloir se dedicou a estudar o processo interno pelo qual o fígado recebe a glicose e produz o glicogênio, o material de reserva energética do organismo. Com Mauricio Muñoz, conseguiu oxidar ácidos graxos com extratos de células hepáticas.

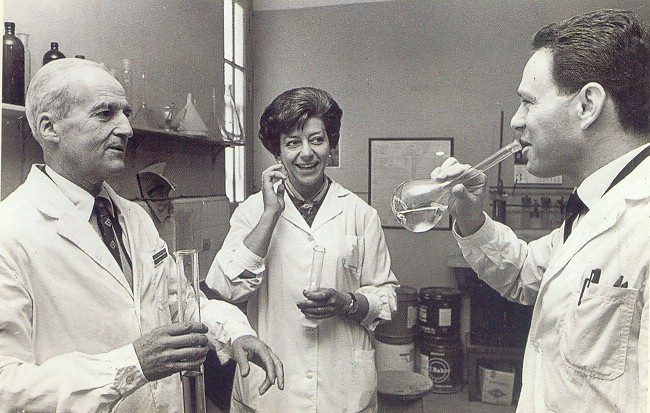
Leloir festejando com seus companheiros, em 10 de dezembro de 1970, dia que foi galardoado com o Nobel de Química

Recebeu o Nobel de Química de 1970. Posteriormente sua equipe se dedicou ao estudo das glicoproteínas – moléculas de reconhecimento nas células – e determinou a causa da galactosemia, uma grave enfermidade manifestada na intolerância ao leite. O metabolismo da galactose é actualmente conhecido no mundo científico como via de Leloir.
Luis Federico Leloir morreu em Buenos Aires em 2 de dezembro de 1987, devido a um ataque do coração pouco depois de chegar em casa, vindo do laboratório. Foi sepultado no Cemitério da Recoleta.

## Prêmios e distinções recebidas
- 1943 - 3º Prêmio Nacional de Ciências
- 1958 - T. Ducett Jones Memorial Award
- 1965 - Prêmio Fundação Bunge e Born
- 1966 - Gairdenr Foundation, Canadá
- 1967 - Prêmio Louise Gross Horwitz, Universidade de Columbia
- 1968 - Prêmio Benito Juárez
- 1968 - Doutor honoris causa, Universidade Nacional de Córdoba
- 1968 - Prêmio José Jolly Kyle, da Associação Química da Argentina
- 1969 - Nomeado membro honorário da Biochemical Society da Inglaterra
- 1970 - Nobel de Química
- 1971 - Ordem Andrés Bello, Venezuela
- 1976 - Reconhecimento Bernardo O'Higgins no grau de Gran Cruz
- 1982 - Legião de honra pelo governo francês

## Curiosidades
- Na década de 1920, Luis Federico Leloir se encontrava almoçando com alguns amigos no "Ocean Club de Playa Grande", em Mar del Plata, quando lhe serviram um prato de camarões. Pediu que lhe trouxessem ingrediente de molhos diferentes. Ao misturá-los, criou o "Salsa golf" (Molho Golf). Tempos depois, gracejou: "Se a tivesse patenteado, agora teríamos muito mais dinheiro para pesquisar".
- Os 80 mil dólares da Fundação Nobel ganhos pela sua distinção em ciências químicas, foram doados na totalidade para o Instituto Campomar, para permitir a continuação das suas pesquisas. De fato, nos 40 anos de trabalho que lá passou, Leloir jamais cobrou salário.
- Em 10 de dezembro, dia em que foi anunciada a sua condecoração com o Nobel de Química, disse:

| “ | É só um passo de uma longa investigação. Descobri (não eu, minha equipe) a função dos açúcares nucleotídeos no metabolismo celular. Eu queria que entendessem, mas não é fácil explicar. Tampouco é uma façanha: é apenas saber um pouco mais. | ” |

## Ligações  externas
- «Perfil no sítio oficial do Nobel de Química 1970» (em inglês)
- «Portal Planeta Sedna» (em espanhol)
- «Cronologia de sua vida» (em espanhol)